# Mars 1962B
Mars 2MV-3 No.1 también conocido como Sputnik 24, fue una nave espacial soviética, lanzada en 1962 como parte del programa Mars, tenía la intención de aterrizar en la superficie de Marte. Debido a un problema con el cohete de lanzamiento, no salió de la órbita baja de la Tierra, desomponiéndose varios días después. Fue la única nave espacial Mars 2MV-3 en ser lanzada.

## Lanzamiento
La nave espacial fue lanzada a las 15:35:15 UTC del 4 de noviembre de 1962, sobre un cohete Mólniya 8K78 que volaba desde la Plataforma Gagarin en el Cosmódromo de Baikonur. Aproximadamente a los 260 segundos de iniciar el vuelo, el sistema de presurización del oxidante tuvo un mal funcionamiento, dando como resultado la cavitación dentro de las líneas de alimentación y la turbobomba. El mismo problema sucedió en las líneas de alimentación del propelente treinta y dos segundos después. Aunque las etapas inferiores del cohete todavía podían colocar la etapa superior y la carga útil en una órbita baja de la Tierra, las vibraciones causadas por el problema de cavitación o por un problema separado con la siguiente etapa provocaron que un fusible del sistema eléctrico se aflojara, que controlaba el motor de etapa superior. Esto evitó que la etapa superior Blok L se encendiera, dejando a la nave espacial en su órbita de estacionamiento. Se descompuso durante la órbita al día siguiente. Sin embargo, algunos restos siguieron en órbita hasta el 27 de diciembre, y la plataforma del motor de vacío de etapa superior permaneció en órbita hasta el 19 de enero de 1963.

## Designación
Las designaciones Sputnik 31, y más tarde Sputnik 24, fueron utilizadas por el United States Naval Space Command para identificar la nave en sus documentos de Satellite Situation Summary, ya que la Unión Soviética no dio a conocer las designaciones internas de su nave espacial en ese momento, y no le asignó un nombre oficial debido al fallo sucedido al momento de abandonar la órbita geocéntrica.